# Nga mesi i errësirës
Nga mesi i errësirës é um filme albanês do gênero dramático, lançado em 1978. O filme foi dirigido por Kristaq Dhamo e escrito por Vath Koreshi.

## Elenco
- Krenar Arifi
- Petrika Gjezi
- Theofil Haxhijani
- Ndrek Luca
- Zhani Petro
- Albert Vërria
- Petraq Xhillari